# Пшипростиня
Пшипростиня (пол. Przyprostynia) — село в Польщі, у гміні Збоншинь Новотомиського повіту Великопольського воєводства.
Населення — 911 осіб (2011).
У 1975-1998 роках село належало до Зеленоґурського воєводства.

## Демографія
Демографічна структура станом на 31 березня 2011 року:
|          | Загалом | Допрацездатний вік | Працездатний вік | Постпрацездатний вік |
| -------- | ------- | ------------------ | ---------------- | -------------------- |
| Чоловіки | 457     | 114                | 304              | 39                   |
| Жінки    | 454     | 116                | 247              | 91                   |
| Разом    | 911     | 230                | 551              | 130                  |